# 안명옥 (1945년)
안명옥(安明玉, 1945년 12월 7일 ~ )은 대한민국의 로마 가톨릭교회 주교이다. 세례명은 프란치스코 하비에르이며, 천주교 마산교구 4대 교구장이다.
| 전임 박정일 (미카엘) | 제4대 천주교 마산교구장 2002년 - 2016년 | 후임 배기현 (콘스탄티노) |